# Bella (revistă)
Bella este o revistă săptămânală germană pentru femei.

## Istoric
A fost publicată pentru prima dată în martie 1978. Bella se concentrează pe informații și sfaturi pe teme precum frumusețe, wellness, sănătate, modă, viață, călătorii, psihologie și relații. O secțiune mare de divertisment include, de asemenea, reportaje, povestiri scurte și puzzle-uri. Există, de asemenea, mai multe rețete în revistă.